# Will Knickerbocker
Willis Newton Knickerbocker (* 19. August 1939 in Waterbury, Connecticut; † 7. November 1994 in Deerfield Beach, Florida) war ein US-amerikanischer Schauspieler.

## Leben und Karriere
Will Knickerbocker wurde in Waterbury im US-Bundesstaat Connecticut geboren. Nach seiner Schulzeit studierte er Schauspiel unter Uta Hagen in New York City.
Eine erste Rolle vor der Kamera hatte er 1978 in dem Film Barracuda; im selben Jahr spielte er Lieutenant Commander Whorley in der Dokumentation Secrets of the Bermuda Triangle (dt. Geheimnisse des Bermudadreiecks). Es folgten Rollen in zahlreichen Filmen, Fernsehfilmen und Fernsehserien.
1981 war er in der kanadischen Erotikkomödie Porky’s zu sehen, 1983 in Der weiße Hai 3-D und Das ausgekochte Schlitzohr III, 1984 in Harry & Sohn, 1985 in Zurück aus der Vergangenheit und Verbrannte Erde, 1987 in Karriere mit links, 1991 in Kap der Angst an der Seite von Robert De Niro und Nick Nolte und 1992 in Spuren von Rot.
Zwischen 1984 und 1989 war er in drei Folgen der Fernsehserie Miami Vice zu sehen und hatte folgend Auftritte in 21 Jump Street – Tatort Klassenzimmer, Only Fools and Horses sowie Key West – neben anderen. Seinen letzten Auftritte vor der Kamera hatte er 1994 in Ace Ventura – Ein tierischer Detektiv an der Seite vom Jim Carrey und 1995 in Bad Boys – Harte Jungs an der Seite von Will Smith; der Film kam erst nach seinem Tod in die Kinos.
Im deutschen Sprachraum wurde Knickerbocker, der im Alter von 55 Jahren verstarb, unter anderem von Günter König, Matthias Kupfer, Karl Schulz und Michael Telloke synchronisiert.

## Filmografie (Auswahl)
- 1978: Barracuda
- 1980: Der Aufseher von Angel City (Angel City; Fernsehfilm)
- 1980: Der Pilot (The Pilot)
- 1980: Island Claws
- 1981: Nobody’s Perfekt
- 1981: Porky’s
- 1983: Porky’s II – Der Tag danach (Porky's II: The Next Day)
- 1983: Der weiße Hai 3
- 1983: Das ausgekochte Schlitzohr III
- 1983: Ein himmlischer Lümmel (A Night in Heaven)
- 1984: Harry & Sohn
- 1984: Goldjagd (Wet Gold; Fernsehfilm)
- 1985: Zurück aus der Vergangenheit
- 1985: Verbrannte Erde
- 1986: Dalton: Code of Vengeance II (Fernsehfilm)
- 1987: Karriere mit links
- 1984–1989: Miami Vice (Fernsehserie)
- 1990: 21 Jump Street – Tatort Klassenzimmer (Fernsehserie)
- 1990: Ketten aus Gold (Chains of Gold)
- 1991: Skinner (Popcorn)
- 1991: Die 100 Leben des Black Jack Savage (The 100 Lives of Black Jack Savage; Fernsehserie)
- 1991: Kap der Angst
- 1991: Only Fools and Horses (Fernsehserie)
- 1992: Eine ganz normal verrückte Familie (Folks!)
- 1992: Spuren von Rot
- 1992: Miss America: Behind the Crown (Fernsehfilm)
- 1993: Key West (Fernsehserie)
- 1993: Nick’s Game (Fernsehfilm)
- 1994: Ace Ventura – Ein tierischer Detektiv
- 1995: Bad Boys – Harte Jungs